# 유경촌
유경촌(柳京村, 1962년 9월 4일 ~ 2025년 8월 15일)은 대한민국의 천주교 성직자이다. 로마 가톨릭교회의 주교로, 세례명은 '티모테오'이고 천주교 서울대교구의 보좌주교이다.

## 생애
유경촌은 1962년 9월 4일 서울에서 유탁(베드로)ㆍ박금순(루치아) 사이 4남 2녀 가운데 막내(여섯째)로 태어났다. 2003년 선종한 한희동(그레고리오) 신부 모친과 박금순이 서로 이웃집이었는데, 서로 담을 허물고 대문을 하나로 만들어 쓸 정도로 친하게 지내다가 박금순도 자연스럽게 천주교를 접했다.
먼저 세례받은 둘째 누나를 따라 중학교 1학년 때 서대문성당에서 세례받은 유경촌은 그때부터 명동성당에서 복사를 서며 사제를 꿈꿨다. 서대문본당에는 중학생 복사가 없었기 때문이다. 1978년 서울 성신고등학교에 입학했다.
그후 유경촌은 가톨릭대학교에 입학을 했고 성품이 우수하고 성적도 좋아 신학생들로부터 인정받았고 모든 신학생들의 모범이 되었다. 대학 졸업 후 1988년 독일에 4년 동안 유학을 가서 독일 뷔르츠부르크대를 거쳐 프랑크푸르트 상트게오르겐대에서 '공의회적 과정에서의 창조질서 보전 문제'라는 주제 논문으로 신학박사 학위를 취득했고 1992년 사제서품을 받았다.
그후 유경촌은 1999년 잠시 목5동본당 보좌신부로 사목하다 1년도 못돼 가톨릭대 교수로 자리를 옮겼다가 2008년 ~ 2013년에는 서울대교구 통합사목연구소장을 지내며 「서울대교구 규정집」 등을 펴내기도 했다. 2013년 8월 27일 명일동본당 주임으로 발령받은 유경촌은 불과 4개월여 만인 2013년 12월 30일 서울대교구 보좌주교로 임명됐다.
2025년 8월 15일 0시 28분, 가톨릭대학교 서울성모병원에서 담도암 투병끝에 선종하였다.

## 학력
- 성신고등학교
- 가톨릭대학교 학사
- 독일 뷔르츠부르크대
- 프랑크푸르트 상트게오르겐대 신학박사

## 가족
- 아버지: 유탁
- 어머니: 박금순
- 첫째형: 유길촌 (1940년 7월 3일 ~ 2022년 4월 27일), 방송 작가
- 둘째형: 유인촌 (1951년 3월 20일 ~ ), 배우, 정치인.